# 6754 Burdenko
6754 Burdenko este un asteroid din centura principală de asteroizi.

## Descriere
6754 Burdenko este un asteroid din centura principală de asteroizi. A fost descoperit pe 28 octombrie 1976 la Observatorul de Astrofizică din Crimeea de Liudmila Juravliova. El prezintă o orbită caracterizată de o semiaxă mare de 2,44 ua, o excentricitate de 0,18 și o înclinație de 2,5° în raport cu ecliptica.